# Blasphemy
Blasphemy é uma banda de black metal formada em 1984 no Canadá. Com mais de 30 anos desde sua criação, foi a primeira banda de metal extremo do Canadá e uma das primeiras do estilo a lançar discos.
Seus álbuns Fallen Angel Of Doom e Desecration of São Paulo—Live in Brazilian Ritual Third Attack conquistou uma devotada legião de fãs. Antes disso, a banda já era um nome respeitado na Europa.

## Integrantes
Atuais
- Nocturnal Grave Desecrator and Black Winds – Vocal
- Caller of the Storms – Guitarra
- Deathlord of Abomination and War Apocalypse – Guitarra
- Three Black Hearts of Damnation and Impurity – Bateria
- V.K. –  Baixo

Antigos
- Ace Gestapo Necrosleezer and Vaginal Commands – Baixo
- Black Priest of 7 Satanic Rituals – Guitarra
- The Traditional Sodomizer of the Goddess of Perversity – Guitarra
- Bestial Saviour of the Undead Legions – Baixo e Backing Vocals

## Discografia
Álbuns de estúdio
- 1990: Fallen Angel Of Doom
- 1993: Gods Of War

Álbuns ao vivo
- 2001: Live Ritual: Friday The 13th Nuclear War Now

Álbum demo
- 1989: Blood Upon The Altar